# جيف بيتس (شخصية أعمال)
جيف بيتس (بالإنجليزية: Jeff Bates)‏ هو شخصية أعمال أمريكي، ولد في 27 مارس 1976.